# Polycoccum vermicularium
Polycoccum vermicularium är en svampart som tillhör divisionen sporsäcksvampar, och som först beskrevs av William Lauder Lindsay, och fick sitt nu gällande namn av David Leslie Hawksworth. Polycoccum vermicularium ingår i släktet Didymocyrtis, och familjen Dacampiaceae. Arten är reproducerande i Sverige.